# موسالسک
شهر موسالسک (به روسی: Мосальск) در کشور روسیه و در اوبلاست کالوگا واقع شده‌است.